# Rettungsaktion der Weißen Busse

Weiße Busse des Schwedischen Roten Kreuzes 1945, vermutlich in der Nähe ihres Feldlagers in Friedrichsruh

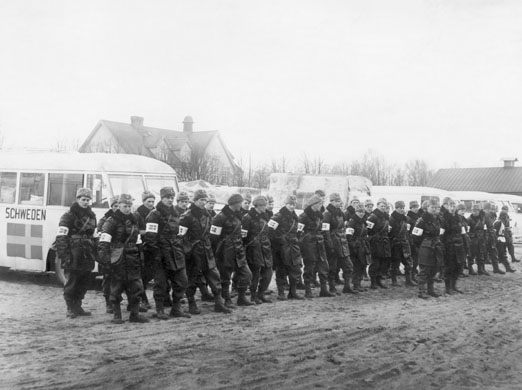
Mitarbeiter des Schwedischen Roten Kreuzes vor ihren Bussen

Durch Weiße Busse, weiß gestrichene und mit Rot-Kreuz-Zeichen markierte Fahrzeuge unter schwedischer Flagge, wurden ab März 1945 rund 15.000 überwiegend norwegische und dänische Häftlinge aus deutschen Konzentrationslagern nach Skandinavien in Sicherheit gebracht. Der Vize-Präsident des Schwedischen Roten Kreuzes, Folke Bernadotte, hatte diese humanitären Rettungsaktionen ab März 1945 mit Walter Schellenberg und Heinrich Himmler persönlich vereinbart.

## Hintergrund

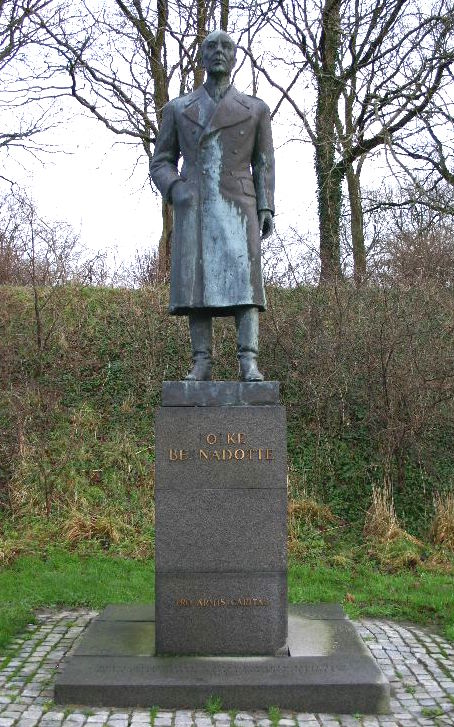
Denkmal für Folke Bernadotte in Kruså

Mehrere Tausend Gegner der nationalsozialistischen deutschen Besatzer waren im Laufe des Zweiten Weltkriegs aus Norwegen und Dänemark in deutsche Konzentrationslager verschleppt worden. Angesichts der wachsenden Gefährdung durch Kampfhandlungen auf deutschem Reichsgebiet und der Ungewissheit um das den Gefangenen zugedachte Schicksal schlug der norwegische Diplomat Niels Christian Ditleff im November 1944 dem schwedischen Außenministerium vor, Schweden als neutraler Staat solle eine Rettungsaktion unter Rotkreuz-Führung initiieren.
Graf Folke Bernadotte wurde mit den Verhandlungen über eine mögliche Rettungsaktion und später auch mit der Durchführung betraut. Er nahm im Februar 1945 Fühlung auf zu Joachim von Ribbentrop, Ernst Kaltenbrunner und dem Leiter des SD-Auslandsnachrichtendienstes, Walter Schellenberg. Am 19. Februar 1945 traf er mit Heinrich Himmler in Hohenlychen zusammen. Himmler, der über neutrale Personen und Institutionen Verbindungen zu den Westalliierten suchte und einen separaten Waffenstillstand anstrebte, verweigerte zwar die Freilassung von Gefangenen, stimmte aber zu, die skandinavischen politischen Gefangenen im Lager Neuengamme bei Hamburg zusammenzuführen und dort vom Schwedischen Roten Kreuz betreuen zu lassen. Für diese geheimzuhaltenden Transporte wurden jedoch von deutscher Seite keinerlei Fahrzeuge, Kraftstoffe und Personal bereitgestellt. Die Transporte sollten von den Schweden organisiert werden.

### Norwegische Staatsangehörige
Bald nach der Besetzung Norwegens wurden Funktionäre von Arbeiterparteien, Widerstandskämpfer und Fluchthelfer verhaftet, von Wehrmachtsgerichten verurteilt und teilweise in deutsche Haftanstalten eingewiesen. Ab Ende 1942 wurden arbeitsfähige norwegische Gefangene zur Zwangsarbeit in deutsche Konzentrationslager verschleppt. Die Deportationen endeten, nachdem das deutsche Transportschiff Westfalen am 8. September 1944 versenkt worden war. Insgesamt wurden etwa 10.000 norwegische Frauen und Männer deportiert.
Von 1200 Studenten, die im November 1943 verhaftet worden waren, wurden 640 verschleppt; die meisten ins KZ Buchenwald. Im KZ Sachsenhausen waren für kürzere oder längere Zeit mindestens 2500 Norweger inhaftiert. Mehr als 100 norwegische Frauen wurden ins KZ Ravensbrück überstellt. Von den 767 nach Auschwitz verschleppten norwegischen Juden überlebten nur 28 Männer. Von den 504 so genannten „Nacht-und-Nebel-Gefangenen“, die insgeheim ins KZ Natzweiler-Struthof geschafft und später nach Dachau verlegt wurden, überlebten 341 Personen.
Von Hamburg aus betreuten die Seemannspastoren Arne Berge und Conrad Vogt-Svendsen dänische und norwegische Justizgefangene in deutschen Strafvollzugsanstalten. Durch die von ihnen und ihrer Helferin Hiltgunt Zassenhaus gesammelten Angaben konnten 735 Gefangene in die Rettungsaktion einbezogen werden.

### Dänische Staatsangehörige
Von September 1943 bis März 1945 wurden fast 6100 Dänen nach Deutschland verschleppt. Im Oktober 1943 wurden 480 Juden und 150 Kommunisten nach Theresienstadt oder Stutthof deportiert. Ohne Gerichtsverfahren wurden bis Januar 1944 rund 170 Personen ins KZ Sachsenhausen und KZ Ravensbrück verbracht. Durch ein von der deutschen Sicherheitspolizei betriebenes, auf dänischem Gebiet errichtetes Polizeigefangenenlager, das so genannte Internierungslager Frøslev, sollten weitere Deportationen abgewendet werden. Von den 8000 dort Internierten wurden jedoch entgegen der Absprache 1600 Personen nach Deutschland verschleppt. Neben Widerstandskämpfern und politischen Gefangenen wurden zudem rund 2000 Polizisten deportiert. Diese wurden wenige Monate später als zivilinternierte Kriegsgefangene anerkannt. Von deutschen Militärgerichten zu hohen Strafen Verurteilte wurden zur Strafverbüßung in Strafanstalten nach Deutschland geschickt. Im Rahmen der Polizeilichen Vorbeugehaft wurden auch sogenannte „Gewohnheitsverbrecher“ aus Dänemark in deutsche Konzentrationslager verschleppt.
Das dänische Sozialministerium unternahm alle Anstrengungen, den aktuellen Haftort der Deportierten zu erfahren, stellte Verbindung zu den Angehörigen her, sendete Inspektionen in die Lager und schickte offen oder verdeckt Pakete mit Lebensmitteln und Kleidung.

## Rettungsaktionen
Unabhängig von der Aktion der Weißen Busse hatte Werner Best auf Drängen dänischer Stellen bereits einer begrenzten Rückholaktion zugestimmt. Det danske Hjælpekorps konnte vom 4. Dezember 1944 an bis Ende Februar 1945 rund 550 erkrankte dänische Häftlinge und Zivilinternierte heimholen.
Durch zähe Verhandlungen mit hochrangigen nationalsozialistischen Funktionären weitete sich die folgende schwedische Rettungsaktion von einer zunächst nur zugestandenen Zusammenführung skandinavischer politischer Häftlinge über die Freilassung einer unbestimmten Zahl kranker Skandinavier bis hin zur Freisetzung auch anderer Häftlingsgruppen aus.

### Sammellager Neuengamme
Am 16. Februar fand unter Vermittlung des in Stockholm lebenden Felix Kersten, Masseur von Himmler, die erste Reise von Folke Bernadotte nach Berlin statt. Zu Beginn traf Bernadotte auf den deutschen Außenminister Joachim von Ribbentrop sowie auf Ernst Kaltenbrunner, Himmlers Adjutant und Leiter des Sicherheitsdienstes, und Walter Schellenberg, Leiter des deutschen Nachrichtendienstes im Ausland.
Verhandlungen mit Heinrich Himmler mit dem Ziel der Rückführung der skandinavischen Häftlinge führte Bernadotte dann am 19. Februar in Hohenlychen, ein Ort mit erstklassigem Sanatorium mitten in der Mark Brandenburg. Die vorgetragene Bitte, alle dänischen und norwegischen Inhaftierten ins sichere Schweden zu schaffen und dort zu internieren, wurde abgelehnt. Der vorher von norwegischen und dänischen Botschaftsangehörigen entwickelte Alternativ-Vorschlag, die skandinavischen Gefangenen in einer Rotkreuz-Expedition im deutschen Konzentrationslager Neuengamme zusammenzuführen, wurde jedoch von Himmler genehmigt.

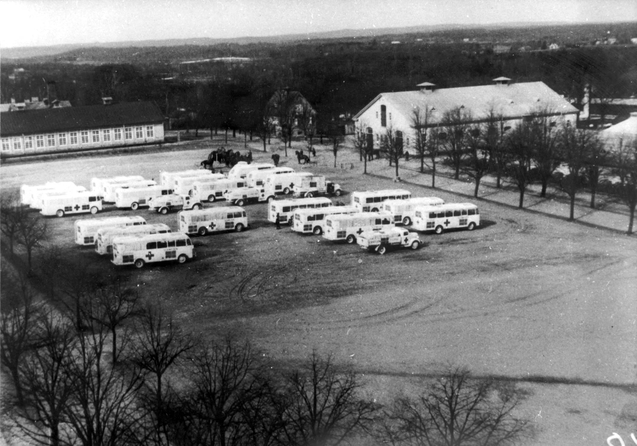
Busse des schwedischen Roten Kreuzes in Hässleholm vor der Abfahrt

Während der nächsten zwei Wochen liefen die Vorbereitungen zur ersten Rettungsaktion an, bei der möglichst alle skandinavischen Häftlinge in einem vorher geräumten Sonderabschnitt von Neuengamme konzentriert und dort gut versorgt werden sollten.
Das Schwedische Rote Kreuz verfügte nicht über ausreichend Transportmittel. Die schwedische Regierung stellte Militärbusse bereit. Am 8. März 1945 stand eine Kolonne von 75 Fahrzeugen – davon 36 Busse – und rund 250 Helfern in Hässleholm zur Einschiffung bereit. Zum Schutz vor Fliegerangriffen wurden alle Fahrzeuge weiß gestrichen und mit dem Rotkreuz-Zeichen versehen. Als Logistik-Stützpunkt für die Transporttruppe diente Friedrichsruh, der Sitz der Familie Bismarck. Erst am 24. März kam die Zusammenführungsaktion ins Rollen. Ende März 1945 war rund die Hälfte der Skandinavier aus diversen Stamm- und Außenlagern in Neuengamme angekommen. Dieses Lager war völlig überfüllt und konnte niemanden mehr aufnehmen. Am 27. und 28. März 1945 schafften darum die Weißen Busse annähernd 2000 französische, russische und polnische Häftlinge aus Neuengamme in Außenlager bei Hannover und Salzgitter. Diese Gefangenen waren in sichtlich schlechterem Zustand als die Skandinavier.

### Krankentransporte

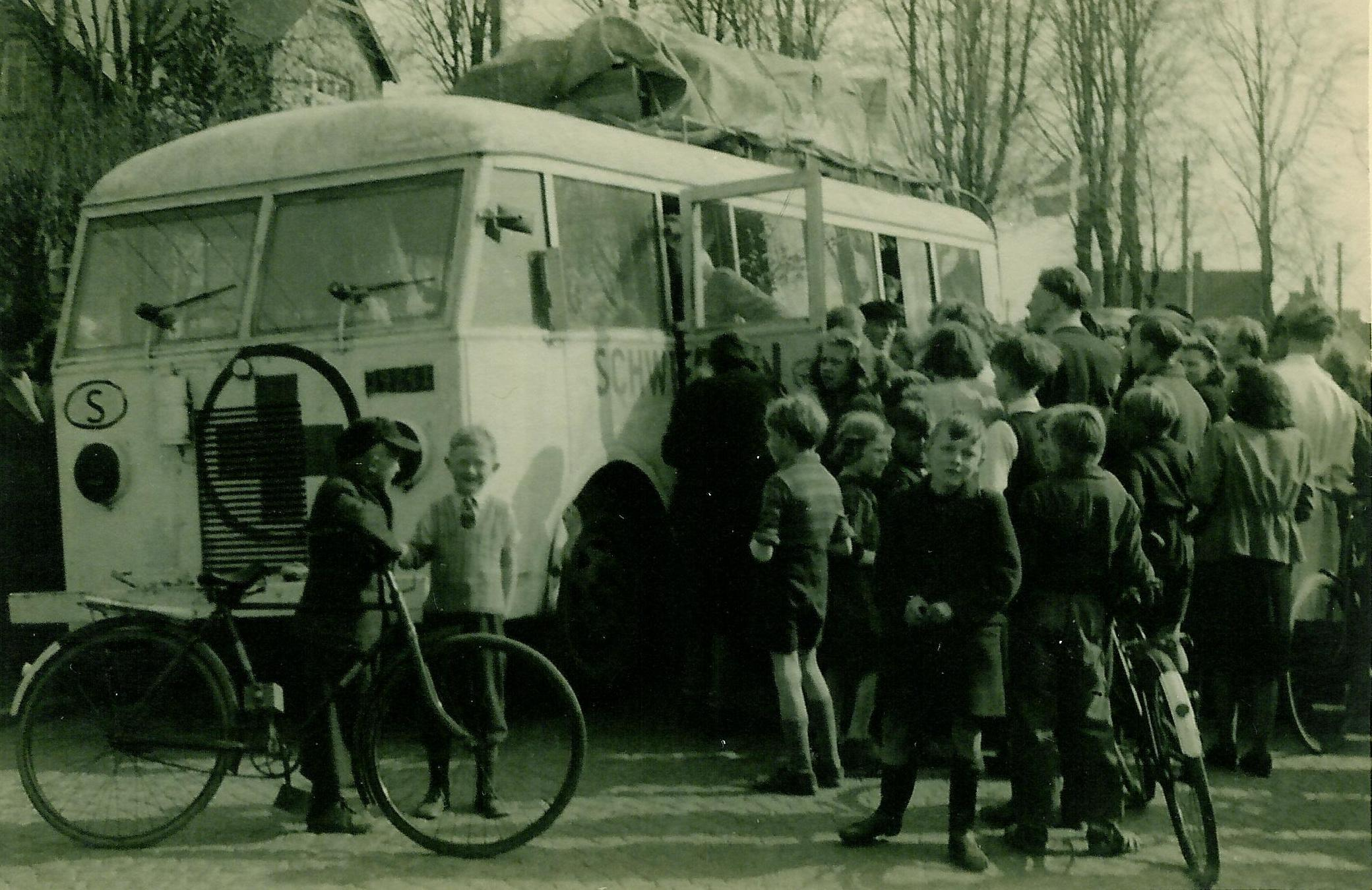
Weißer Bus mit dänischen Juden aus Theresienstadt in Haderslev, April 1945

Am 2. April traf Bernadotte mit Himmler und Schellenberg in Hohenlychen zusammen und erhielt die Genehmigung, dass 1500 dänische Polizisten ins dänische Internierungslager, alle weiblichen sowie alle kranken Skandinavier nach Schweden ausreisen durften. Da fast alle KZ-Insassen unter Krankheiten litten, war mit einer derartig weit auslegbaren Formulierung ein Damm gebrochen. Am 9. April verließ der erste Krankentransport Neuengamme zur Quarantänestation im dänischen Padborg. Für diese Transporte wurden schon dänische Fahrzeuge eingesetzt. Bei weiteren Gesprächen mit dem Leiter des Reichssicherheitshauptamtes Ernst Kaltenbrunner und Walter Schellenberg erreichte Bernadotte am 15. April, dass auch 423 dänische Juden, über deren Schicksal vorher nichts vereinbart war, aus dem Ghetto Theresienstadt ausreisen durften.

### Räumung des Skandinavierlagers
Wenig später waren Planungen zur Räumung des Konzentrationslagers Neuengamme akut geworden. Der Hamburger Gauleiter Karl Kaufmann war angesichts der heranrückenden Alliierten bemüht, sämtliche Häftlinge aus seinem Machtbereich entfernen zu lassen. Nun sollte das „Skandinavierlager“ in Neuengamme umgehend, spätestens bis zum 21. April, evakuiert werden. Innerhalb kürzester Frist musste der Transport für rund 4200 Personen organisiert werden. Die Dänen stellten zusätzlich 124 Fahrzeuge bereit, die weiß angemalt und mit dänischer Flagge gekennzeichnet wurden. In Dänemark wurden die ehemaligen Häftlinge zunächst im Internierungslager Frøslev oder im Lager bei Horsens untergebracht.

### Einbeziehung weiterer Gruppen

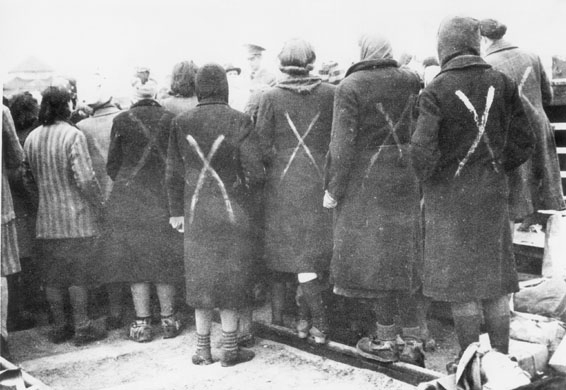
Gefangene in Ravensbrück in Erwartung ihrer Rettung durch das Schwedische Rote Kreuz

Bei Verhandlungen am 15. April gestattete Himmler, alle Frauen aus dem KZ Ravensbrück nach Schweden zu holen. Diese Evakuierung unterstützte das Internationale Rote Kreuz durch einen Güterzug. Rund 7000 Frauen, überwiegend aus Frankreich, Belgien, den Niederlanden, Luxemburg, Tschechien und Polen, kamen damit in Sicherheit. Unter ihnen waren 1607 Jüdinnen. Am 30. April 1945 wurden alle KZ-Häftlinge französischer Nationalität und einige Belgier und Niederländer noch rechtzeitig von der Cap Arcona an die Küste gebracht und mit den Weißen Bussen des schwedischen Roten Kreuzes zu zwei Dampfern transportiert, die sie nach Trelleborg übersetzten.
Humanitäre Rettungsaktionen wurden über die Kapitulation der deutschen Wehrmacht hinaus fortgesetzt und ermöglichten die zügige Rückführung von weiteren ehemaligen Gefangenen über Schweden in ihre jeweiligen Heimatländer.

## Historiografie
Lange Zeit wurde die Sicht auf die Ereignisse durch die personenzentrierte Darstellung von Graf Folke Bernadotte geprägt, die ihn als heroischen und aufopferungsbereiten Einzelkämpfer beschreibt und seine Entscheidungen als alternativlos erscheinen lässt. Es gab in Schweden aber auch Kritik, weil Bernadotte im Vorfeld des Wilhelmstraßen-Prozesses als Entlastungszeuge für Walter Schellenberg aufgetreten war. Zudem wurden ihm Antisemitismus und unterlassene bzw. zögerliche Rettungsversuche jüdischer Häftlinge vorgeworfen. 1998 entbrannte erneut eine Debatte um Bernadottes Verhandlungsführung mit dem Vorwurf, er habe die Rassenideologie der Nationalsozialisten geteilt und sich ausschließlich um die Rettung nichtjüdischer Skandinavier bemüht. Diese Sichtweise wurde von dem Historiker Sune Persson als unbelegbar zurückgewiesen. Zugleich wurde wahrgenommen, dass weitere Hilfsnetzwerke für Häftlinge und eine Vielzahl anderer Personen an diesen Rettungsbemühungen beteiligt waren. Mehrere norwegische Helfer wurden für ihren Einsatz geehrt.
Im Jahr 2005 wurde die privilegierte Lage der skandinavischen KZ-Häftlinge thematisiert und ein moralisches Dilemma aufgezeigt: Um im Lager Neuengamme für die Skandinavier Platz zu machen, wurde der „Schonungsblock“ geräumt und rund 2000 zum Teil schwer kranke Häftlinge wurden mit Hilfe der Weißen Busse in Nebenlager gebracht. Für viele von ihnen bedeutete das den Tod. Mehrere Autoren wiesen jede Kritik an der moralischen Integrität der Aktion der „Weißen Busse“ zurück, betonten die Alternativlosigkeit und griffen den Personenkreis der „Schwarzmaler“ – insbesondere die Historikerin Ingrid Lomfors – heftig an. Claudia Lenz stellt die fundamentalen Pole gegenüber: Auf der einen Seite gehe es um die wissenschaftliche Forschung und Neubewertung der Ereignisse, auf der anderen um ein unantastbares Vorbild eines heroischen Retters, bei dem auch eine nuancierte Kritik als feindlich gesinnt empfunden werde.
Mittlerweile ist es unstrittig, dass die Rettungsaktion letztlich eine norwegische Initiative unter schwedischer Leitung war, die durch ein Zusammenwirken einer Vielzahl von Akteuren und Organisatoren aus Schweden, Norwegen und Dänemark möglich gemacht wurde.
Der dänische Historiker Therkel Stræde stellt die Rettungsaktion der Weißen Busse in einen größeren Zusammenhang und schlägt dazu eine Periodisierung vor:
- 1. Periode (November 1944 bis Februar 1945), bei der kranke dänische Häftlinge mit dänischen Transporten nach Dänemark zurückgebracht wurden.
- 2. Periode (zweite Märzhälfte 1945), in der das Schwedische Rote Kreuz skandinavische Häftlinge in Neuengamme zusammenführte.
- 3. Periode (Anfang April 1945 bis kurz vor Kriegsende), die als Verschmelzung der dänischen und schwedischen Aktionen zu sehen sei.
- 4. Periode (letzte April- und erste Maitage), bei der eine große Anzahl nicht-skandinavischer Häftlinge durch dänische, schwedische und schweizerische Transporte gerettet wurde.[18]

## Aktionen und Debatten in Norwegen
Die norwegische Organisation Hvite busser til Auschwitz (‚Weiße Busse nach Auschwitz‘) organisiert Busfahrten in verschiedene europäische Gedenkstätten. Unter dem Stichwort Hvite Busser wird in Norwegen auch die Problematik von Schülerfahrten zu Holocaustgedenkstätten angesprochen. Bekannt wurde 2010 eine kontroverse Debatte in der norwegischen Aftenposten unter Beteiligung von Odd-Bjørn Fure, dem Leiter des norwegischen Zentrums für Studien zum Holocaust und religiösen Minderheiten. Dabei ging es unter anderem darum, ob ein realistisches aktuelles Deutschlandbild vermittelt und die spezifisch norwegische Vorgeschichte ausreichend einbezogen würde. Gefragt wurde, wie solche Schülerfahrten pädagogisch sinnvoll ausgestaltet werden können.

## Gedenken

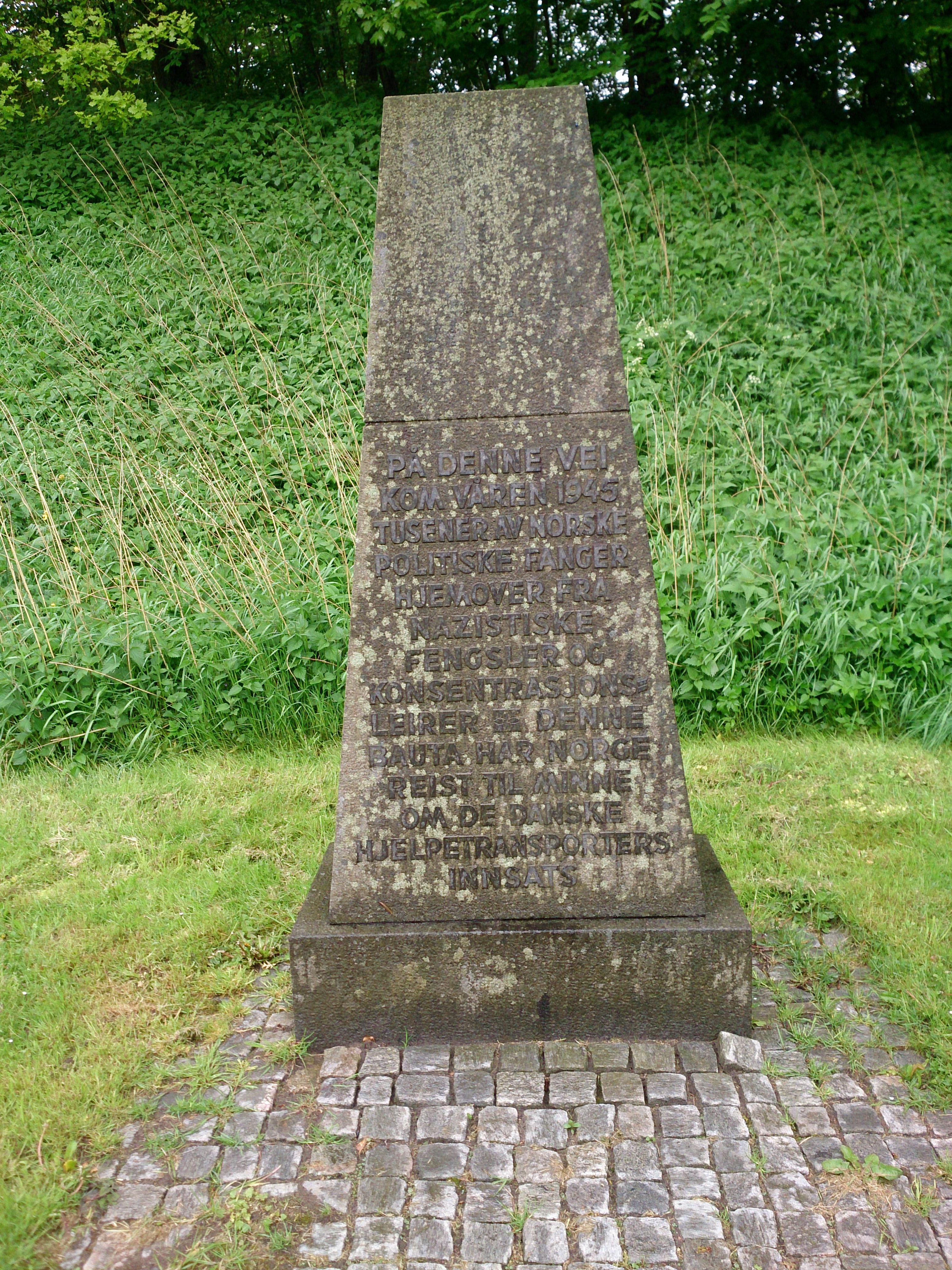
Gedenkstein an die Rettungsaktion bei Kruså

An die Rettungsaktion erinnern am Grenzübergang Kruså bei Flensburg heute ein Gedenkstein sowie eine Skulptur von Folke Bernadotte. Weitere Denkmäler und Straßenbenennungen nach Folke Bernadotte in Skandinavien, Deutschland und Österreich erinnern indirekt an die Rettungsaktion.

## Bekannte Retter
- Wanda Heger
- Conrad Vogt-Svendsen
- Hiltgunt Zassenhaus

## Bekannte Gerettete
- Trygve Bratteli
- Cordelia Edvardson, Tochter von Elisabeth Langgässer
- Bjørn Egge
- Salle Fischermann
- Max Friediger
- Michel Hollard
- Ralph Oppenhejm
- Mopsa Sternheim

- Rettung vom KZ Fürstengrube-Todesmarsch

## Filme
- Magnus Gösta von Gertten (Regie), Lars Åberg (Autor): Hafen der Hoffnung – Schweden und die Holocaust-Opfer. Schweden, 75 Min., 2012. Dokumentation mit zeitgenössischen Filmen von der Ankunft der Weißen Busse in Malmö (Phoenix: Hafen der Hoffnung – Schweden und die Holocaust-Opfer (Memento vom 19. April 2014 im Internet Archive), Information der Produktionsfirma Eikon-film – Autor Gertten hat anhand von Passagierlisten der in Schweden ankommenden Schiffe einzelne Menschen, die damals Kinder und Jugendliche waren, aus den Archivbildern identifiziert und in Schweden, in den USA und in Südafrika ausfindig gemacht. Schwedischer und englischer Titel: Hoppets Hamn, Harbour of Hope. Erwähnt wird auch ein Treffen Überlebender 2005 in Malmö im Zusammenhang mit den Bussen).